# Carl Augustin Grenser

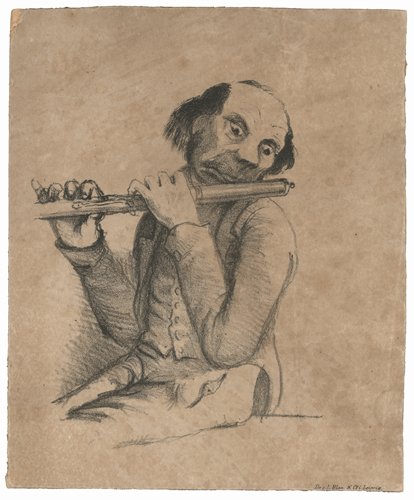
Christian Reimers: Das Leipziger Gewandhausorchester im Lichte der Satire, 19 Karikaturen, lithographiert von Blau & Co., Leipzig um 1850.

Carl Augustin Grenser (* 14. Dezember 1794 in Dresden; † 26. Mai 1864 in Leipzig) war ein deutscher Flötist und Musikhistoriker.

## Leben
Der älteste Sohn des Instrumentenbauers  Karl Augustin Grenser (1756–1814) und Enkel des Holzblas-Instrumentenbauers Karl Augustin Grenser (1720–1807) wurde frühzeitig als Wunderkind bekannt. Bereits im Alter von sechs Jahren trat er zusammen mit seinem Vater öffentlich als Flötist auf. Mit neun Jahren trat er in Konzerten auf. Als Jugendlicher spielte er von 1806 bis 1808 in der Badesaison im Kurorchester Teplitz. Von 1810 bis 1813 war er Mitglied eines Orchesters in Dresden.  In dieser Stellung nahm er noch Unterricht beim damaligen königl. sächsischen Jagdhautboisten, spätern königl. Kammermusikus Christian Gotthilf Steudel. 
1814 ging er nach Leipzig, wo er bis 1855 Erster Flötist des Gewandhausorchesters war. Gleichzeitig begann Grenser mit der chronologischen Erfassung der Tätigkeiten des Orchesters, mit dem er am 24. Oktober 1814 das erste Mal gemeinsam aufgetreten war. Das 1840 abgeschlossene Manuskript seiner Geschichte der Musik hauptsächlich aber des großen Conzert- und Theater-Orchesters in Leipzig befindet sich heute im Stadtgeschichtlichen Museum. Das Werk, für das Grenser noch heute verlorene Dokumente einsehen konnte, enthält Daten und Fakten, die weit über Musikhistorisches hinausgehen, und ist eine wichtige Quelle für die Stadtgeschichte Leipzigs.
Carl Augustin Grenser sprach fast alle europäischen Sprachen und war wissenschaftlich sehr gebildet. 1843 wurde er Lehrer und Inspektor am neugegründeten Conservatorium der Musik.
Als Komponist ist Grenser nur mit drei Duetten für Flöte (Opus 1) in Erscheinung getreten.
1815 wurde er in die Freimaurerloge Apollo aufgenommen. Grenser wohnte in Leipzig u. a. im Stadtpfeifergäßchen (heute Magazingasse), in der Burgstraße 143 und zuletzt am Neukirchhof 5 (heute Matthäikirchhof). Er hatte zwei Brüder, die ebenfalls Gewandhausmusiker und Mitglieder der Loge Apollo waren, den Violinisten und Pauker Friedrich August Grenser (* 6. Juli 1799 in Dresden; † 10. Dezember 1861 in Leipzig) und den Cellisten Friedrich Wilhelm Grenser (* 5. November 1805 in Dresden; † 5. Januar 1859 in Leipzig).